# Corvette (navire)
Pour les articles homonymes, voir Corvette.

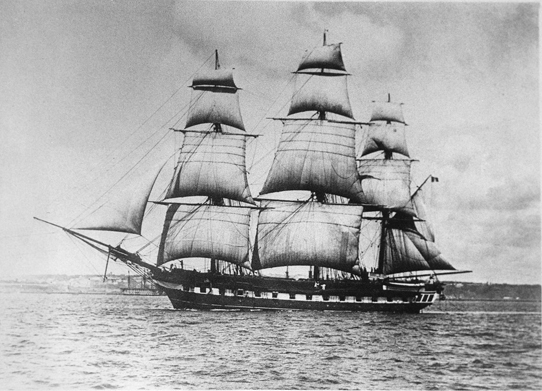
La corvette française La Capricieuse

La corvette est une catégorie de petit navire de guerre, léger et rapide, qui apparaît en France à la fin du XVIIe siècle.
La corvette désigne à la fois des navires de guerre modernes à moteur (à partir de la fin du XIXe siècle) et des navires de guerre anciens à voile du XVIIe siècle au XIXe siècle (principalement trois-mâts carré) de catégorie intermédiaire entre le brick et la frégate.
Un terme anglais spécifique désigne les corvettes dans la marine à voile : « ship-sloop », tandis que le terme en anglais « corvette » est passé du français à l'anglais pour designer les navires modernes de même type.

## Corvette historique

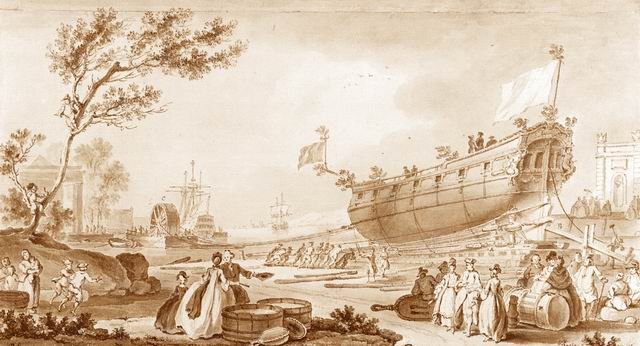
La corvette Aurore lors de son lancement en 1767. (Dessin de Nicolas Ozanne)

Jusqu'en 1746, cette catégorie de navire est associée à celle de barque longue.
C'est d'abord un petit trois mâts, qui n’est jamais armé de plus de vingt canons en batterie, qui sert à effectuer des missions de découverte. Il sert aussi de liaison pour transmettre des ordres ou des courriers. De nombreuses corvettes serviront par la suite au transport marchand.
Sa taille au fil des siècles augmente au point que les corvettes de l'ère révolutionnaire valent les frégates légères, de 6 et de 8, du siècle précédent.
Traditionnellement, les corvettes, comme les frégates, sont désignées en français par un nom féminin.

## Corvette moderne

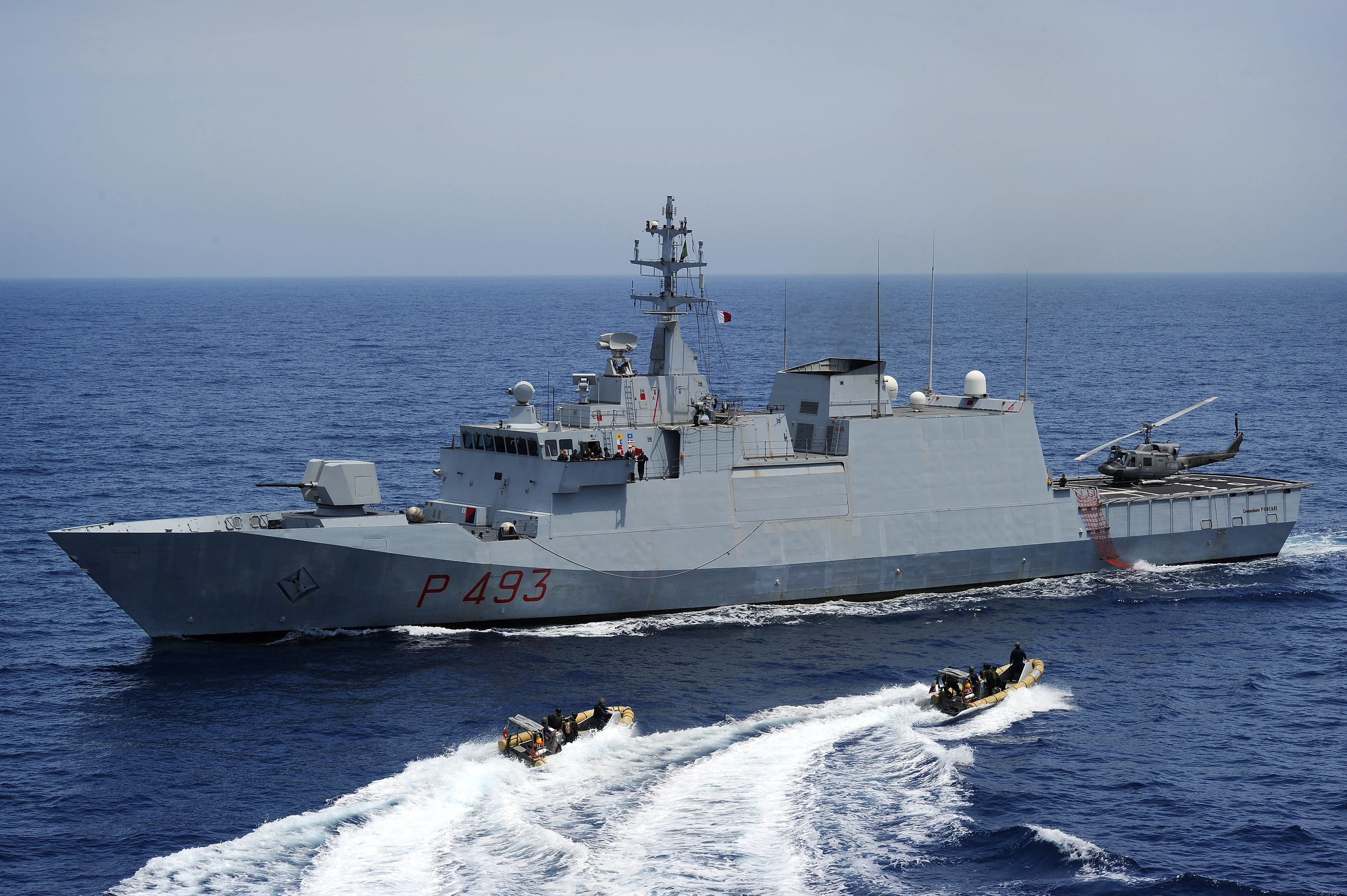
Un exemple de corvette moderne : Comandante Foscari (Marine italienne)

Dans la terminologie militaire moderne, une corvette est un navire de guerre de moyenne importance entre le patrouilleur et la frégate, mesurant de 80 à 130 m et jusqu'à 2 000 t, de nos jours. Davantage conçu pour la protection d'une force navale ou d'un convoi de navires marchands ou la surveillance d'une zone (militaire ou économique), que pour l'assaut, la corvette reçoit généralement des missions littorales de sauvegarde maritime ou d'éclairage.

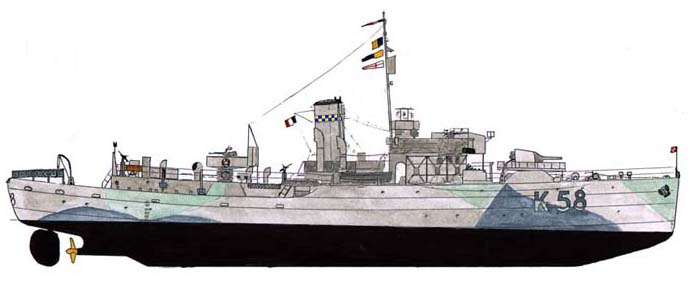
Corvette Aconit des FNFL durant la Seconde Guerre mondiale.

Durant les deux guerres mondiales du XXe siècle, ces navires plus économiques et faciles à construire que des destroyers furent largement utilisés pour l'escorte de convois, la lutte anti-sous-marine et d'autres missions.
Mieux armée qu'un patrouilleur, mais plus faiblement qu'une frégate, la corvette constitue la colonne vertébrale des marines des pays qui possèdent peu de côtes maritimes et des zones maritimes exclusives de faibles étendues à contrôler. Les corvettes sont les navires les plus importants des marines telles que l'Arabie saoudite, Israël, le Danemark, Singapour, l'Iran, l'Irak, le Mexique, le Cambodge, la Thaïlande, etc. La corvette n'a pas la vocation d'un bâtiment de combat océanique.
Possédant une faible autonomie comparativement à ses cousins frégate et destroyer, elle peut être un adversaire très coriace. En effet, d'une part, la corvette est faiblement blindée, mais généralement très bien armée (artillerie de 76 mm, lanceurs de missiles légers et torpilles…) ; d'autre part, étant tout de même de petite taille, la corvette est très manœuvrable, tout comme une frégate. Comme cette dernière, elle peut d'ailleurs embarquer un hélicoptère sur sa plate-forme. Certains gros modèles, de plus fort tonnage, ont un hangar permettant d'accueillir un hélicoptère de taille moyenne.
Les tendances actuelles vont dans le sens de la furtivité de ce type de bâtiment, afin de minimiser la signature radar, du renforcement de la défense antiaérienne et des moyens de détection dans les trois dimensions, ainsi que l'augmentation de la puissance de la propulsion, pour accroître son autonomie et sa vitesse.
Depuis 2020, un projet de corvette européenne est à l'étude dans le cadre des projets PESCO. La première réunion opérationnelle a regroupé la marine italienne, les représentants de l'Espagne, de la France, de la Grèce et du Portugal, le consortium industriel (Navaris, Fincantieri, Naval Group, Navantia) et l'Agence européenne de défense le 6 octobre.

## Exemple de navire (marine à voile)

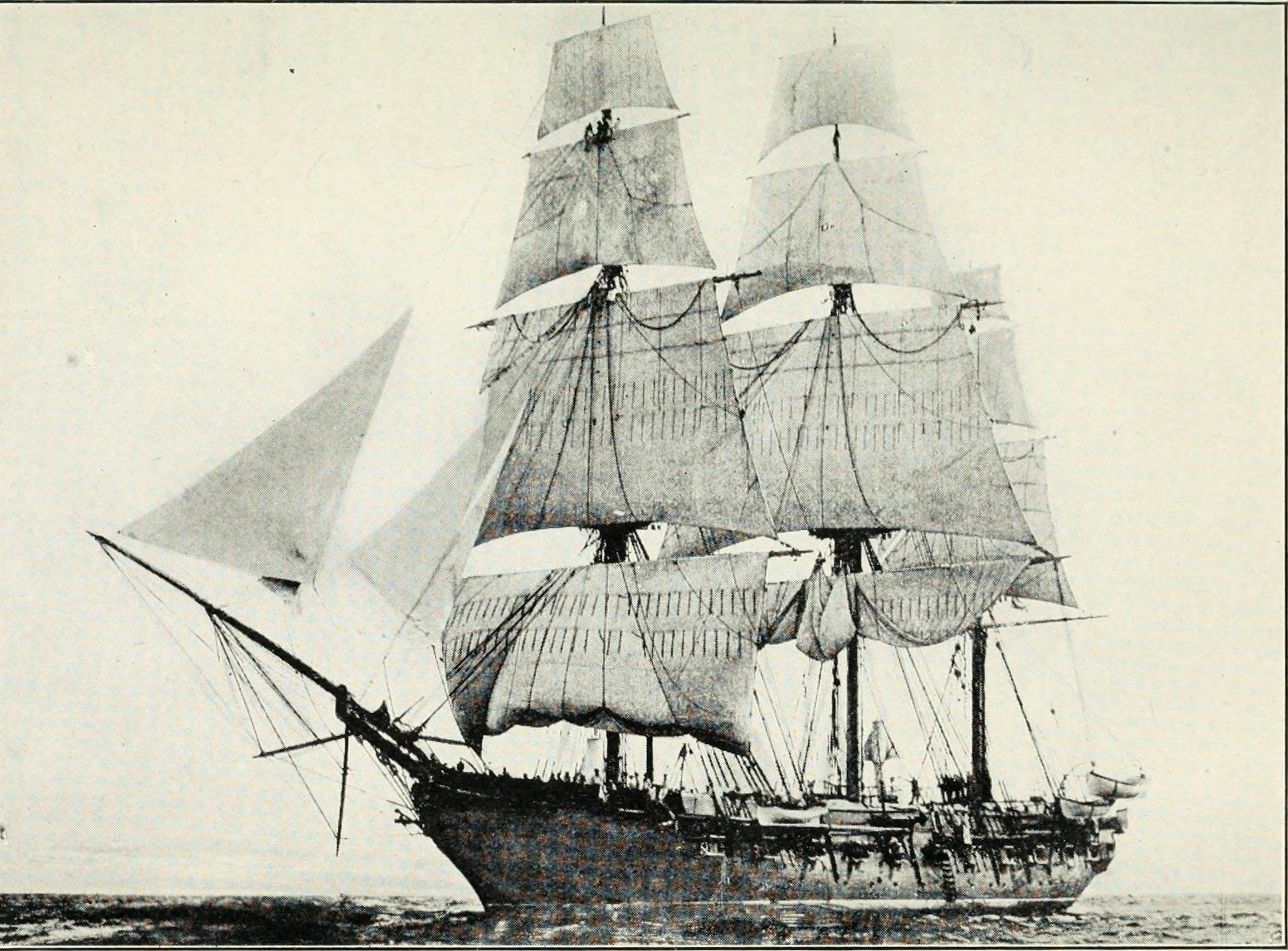
La corvette USS Constellation.

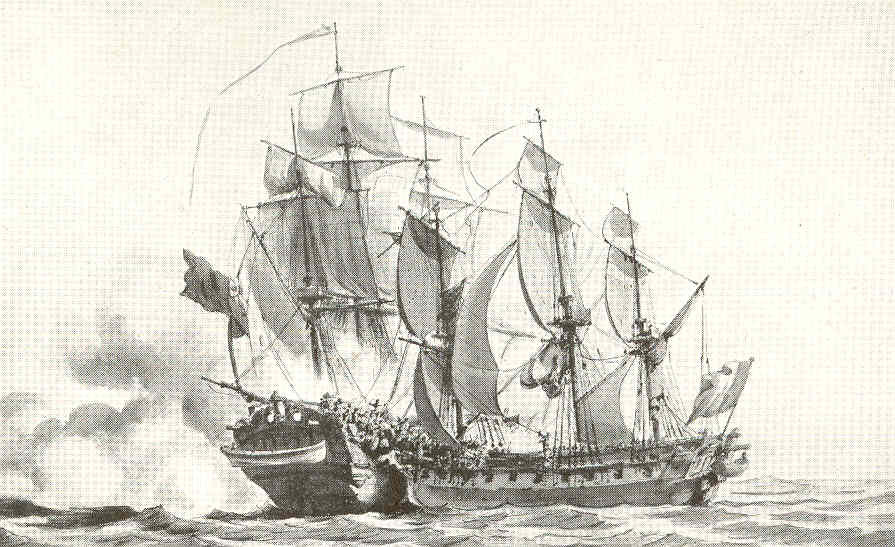
Prise à l'abordage de la frégate anglaise lAmbuscade, de 40 bouches à feu, par la corvette la Bayonnaise, de 24 canons de 8.

- La corvette royale Le Dragon, commandée par le chevalier Joseph de L'Espine, fut le dernier bâtiment français perdu lors de la guerre d'indépendance des États-Unis : le 22 janvier 1783, harcelé par la flotte anglaise, le commandant du Dragon préféra jeter son navire sur la côte nord d'Haïti et le saborder pour que l'ennemi ne puisse s'en saisir. Tout l'équipage fut sauvé[5].

- La Bayonnaise, 1773, corvette française ayant pris part à l'abordage de la frégate anglaise HMS Ambuscade en 1798 : Combat de l'HMS Ambuscade contre la Bayonnaise.
- USS Constellation, (le dernier navire à voiles seules construit pour l'US Navy), Baltimore, Maryland
- ARA Uruguay, 1874 à voile et vapeur Buenos Aires, Argentina

## Exemple de navire (navires modernes)
- Nanuchka, 1970, Algérie
- Djebel Chenoua, 1980, Algérie
- Sigma, 2005, Indonésie
- Kapitan Pattimura, Indonésie
- Sigma, Maroc
- Sa'ar V, Israël
- Visby, Suède
- Milgem, Turquie
- Buyan, 2006, Russie

## Galerie photo

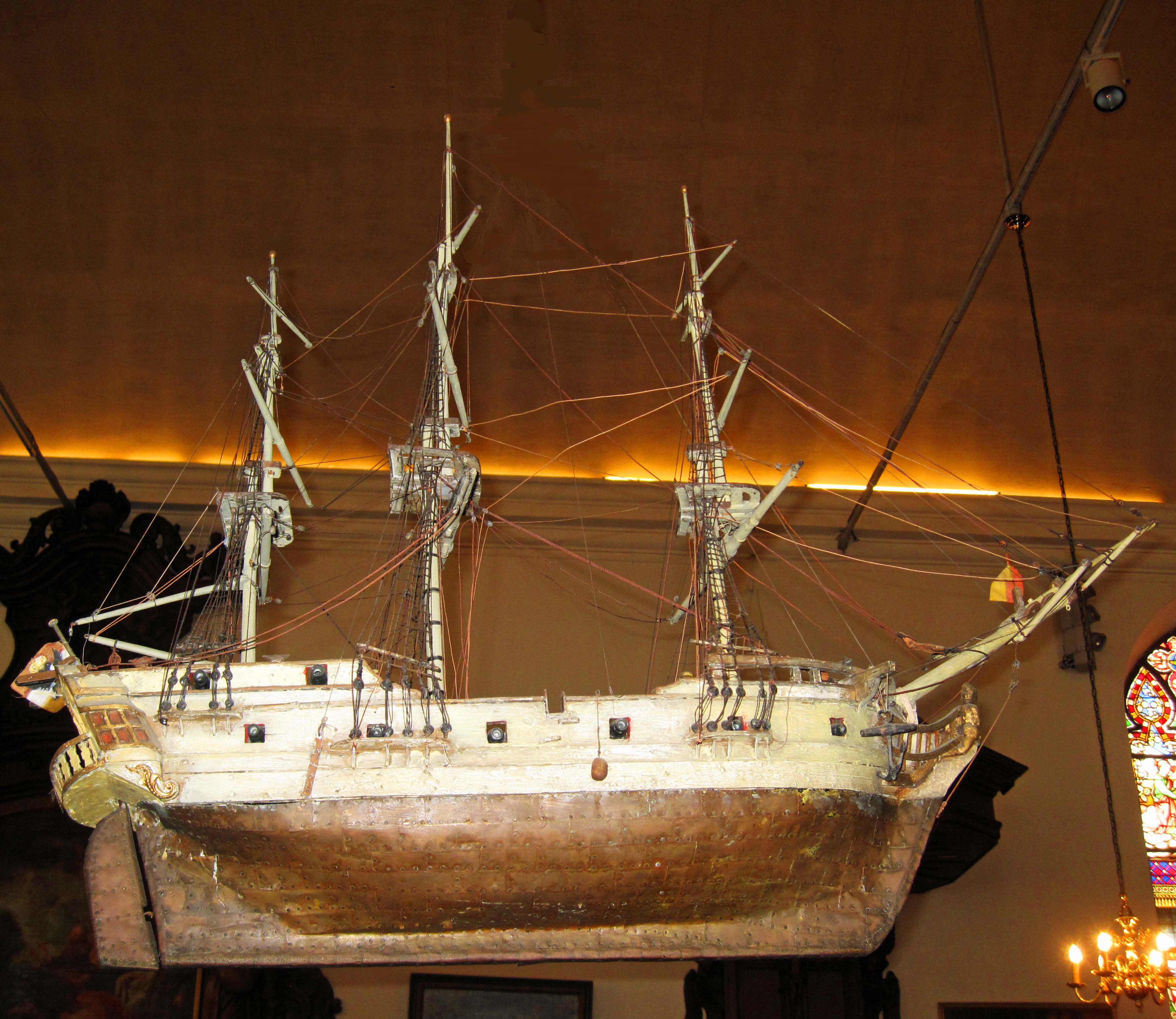
Corvette du XVIIIe siècle, ex-brick américain construit en 1776. Maquette ex-voto de l'église des Capucins d'Ostende, Belgique
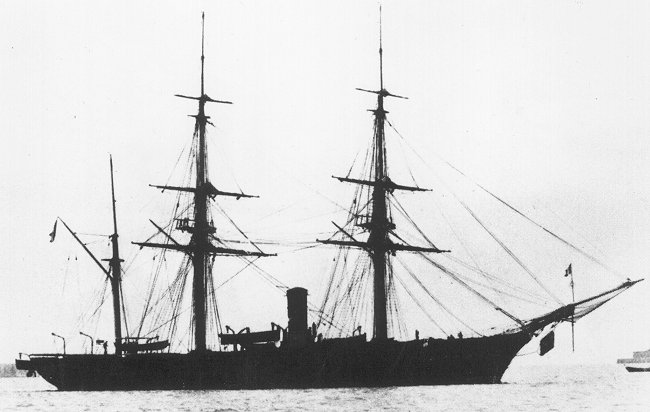
Corvette à vapeur française Le Dupleix (1856-1887)
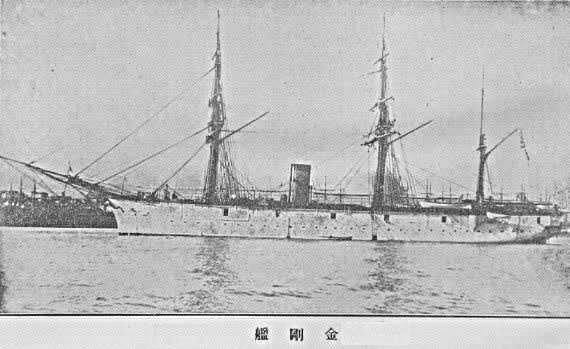
Corvette japonaise Kongo dans les années 1870
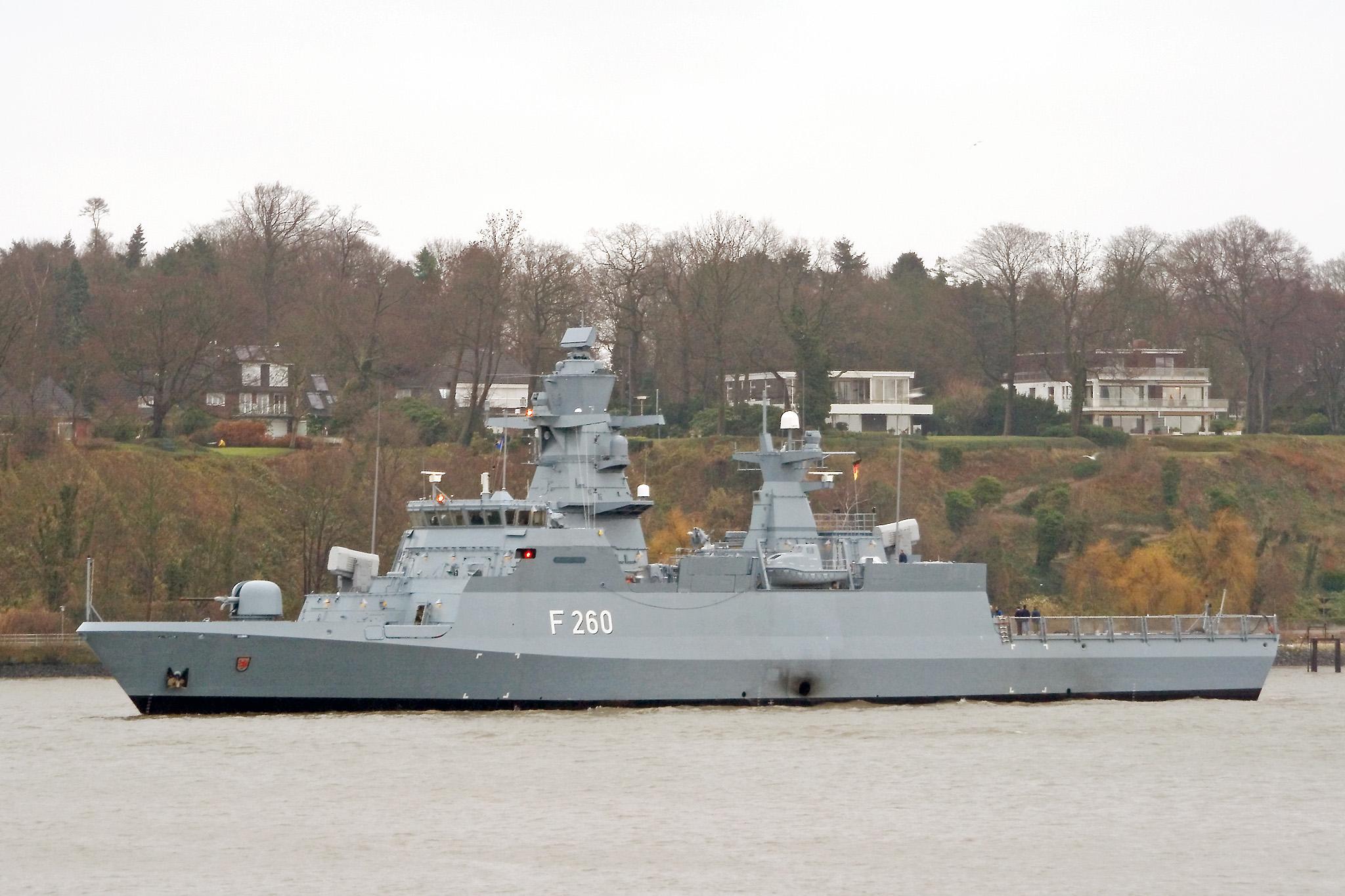
Corvette allemande Braunschweig en 2006
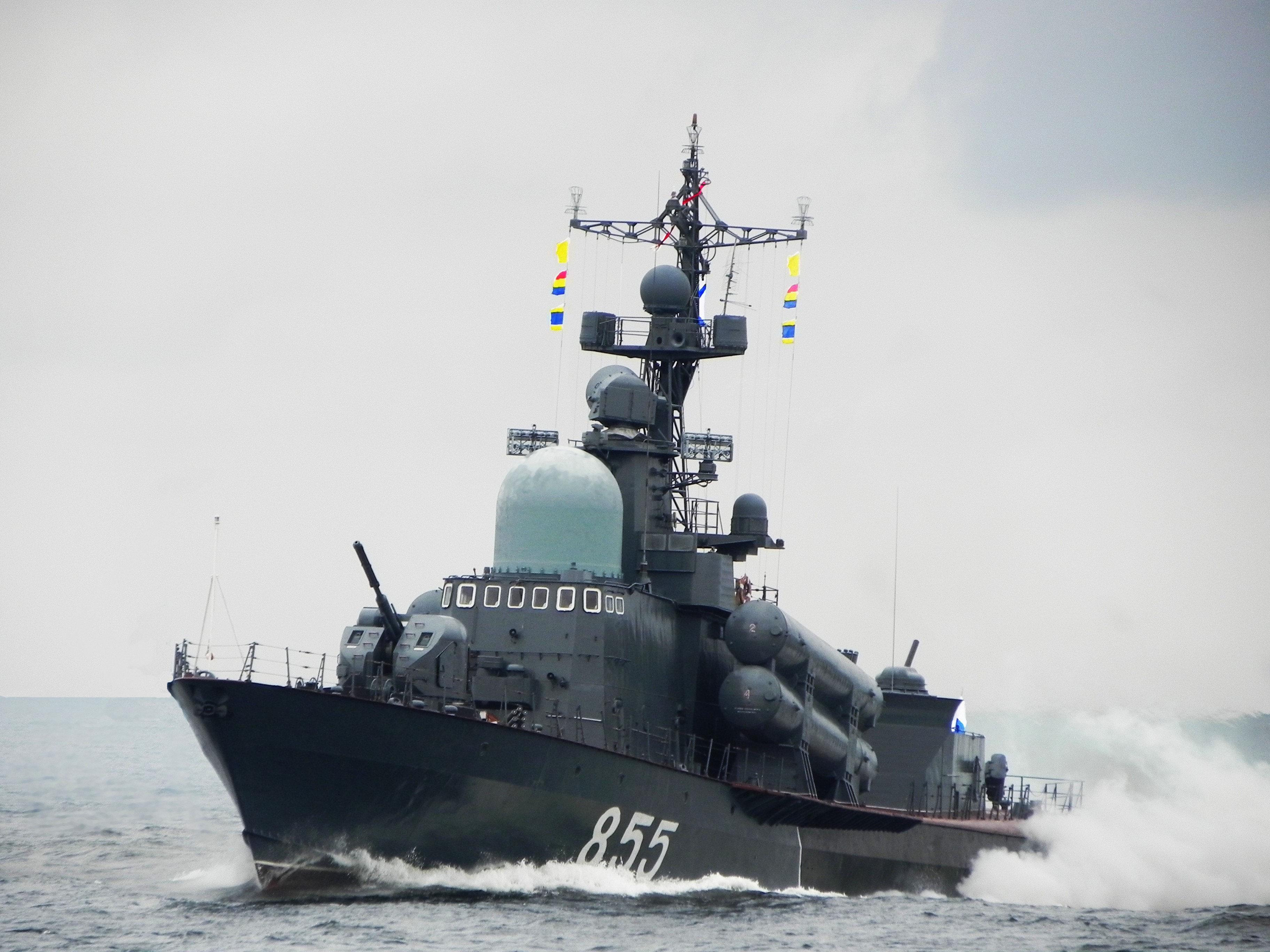
Classe Tarentul
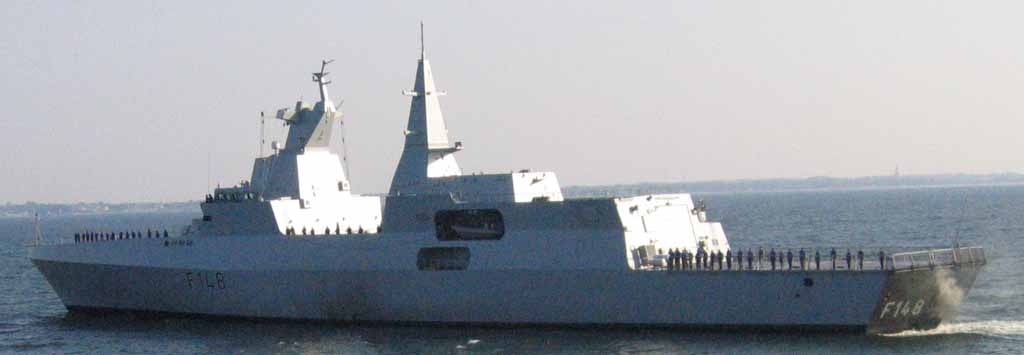
Corvette sud-africaine SAS mendi
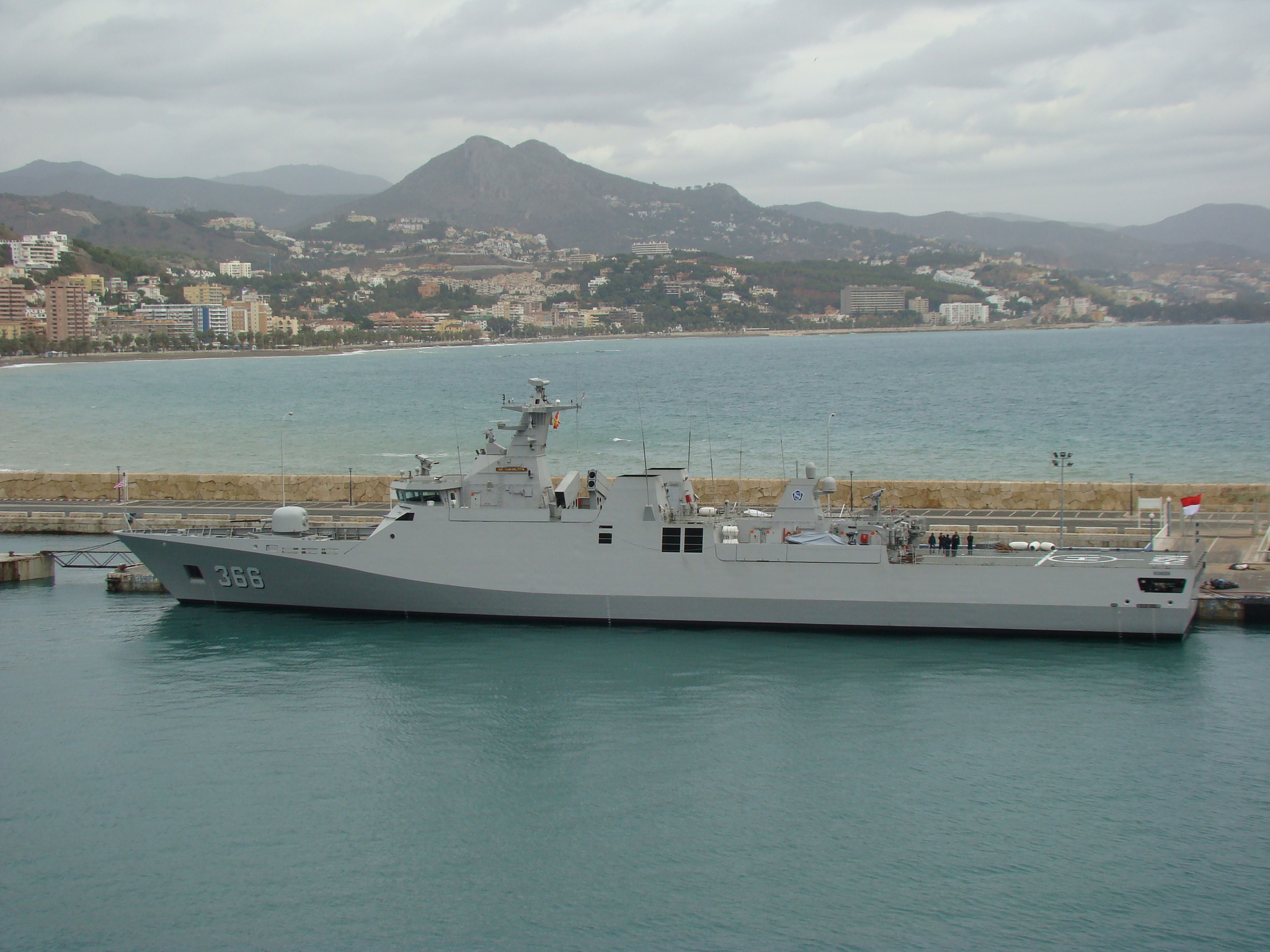
Corvette Hasanuddin de la Marine indonésienne
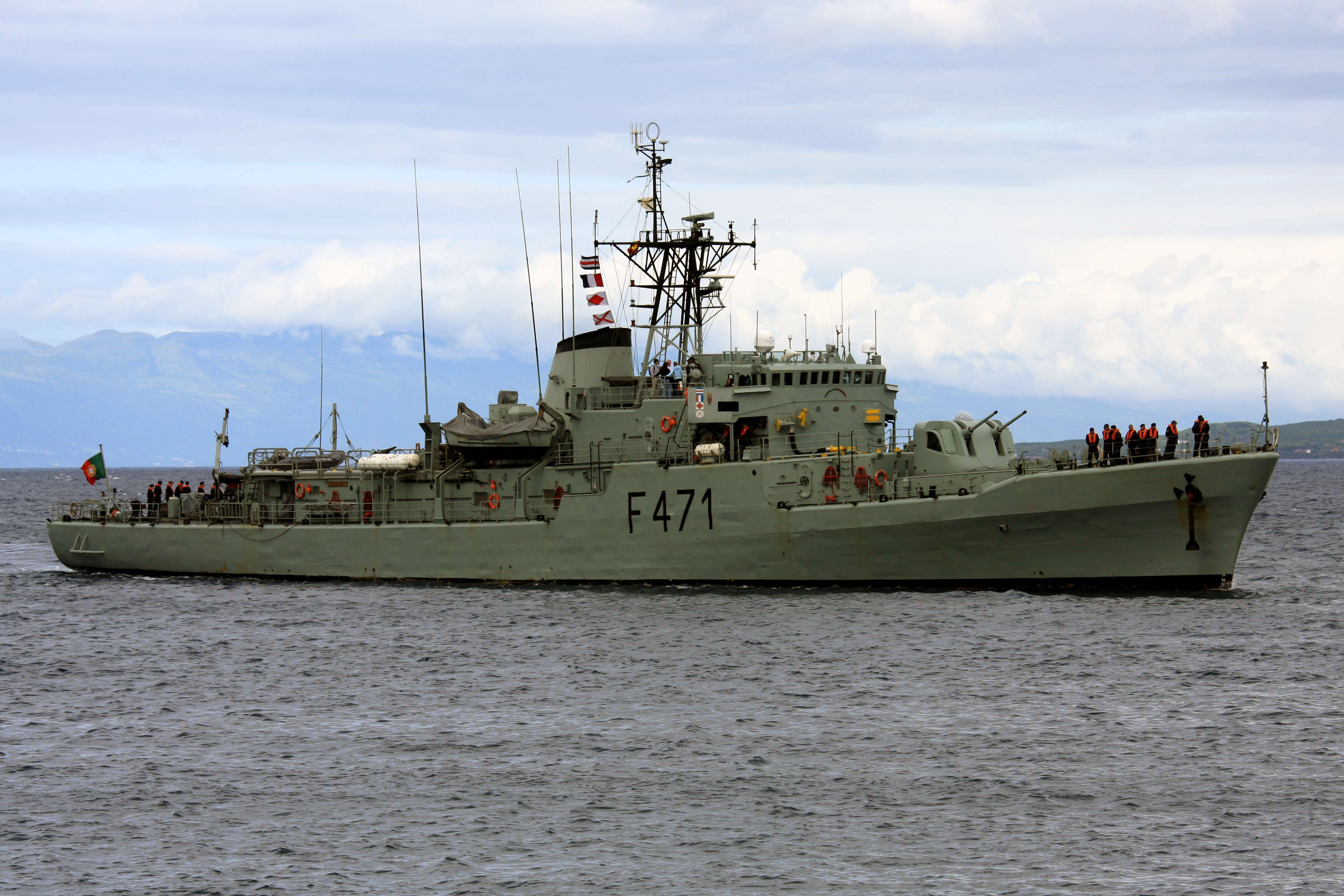
Corvette NRP António Enes de la Marine portugaise
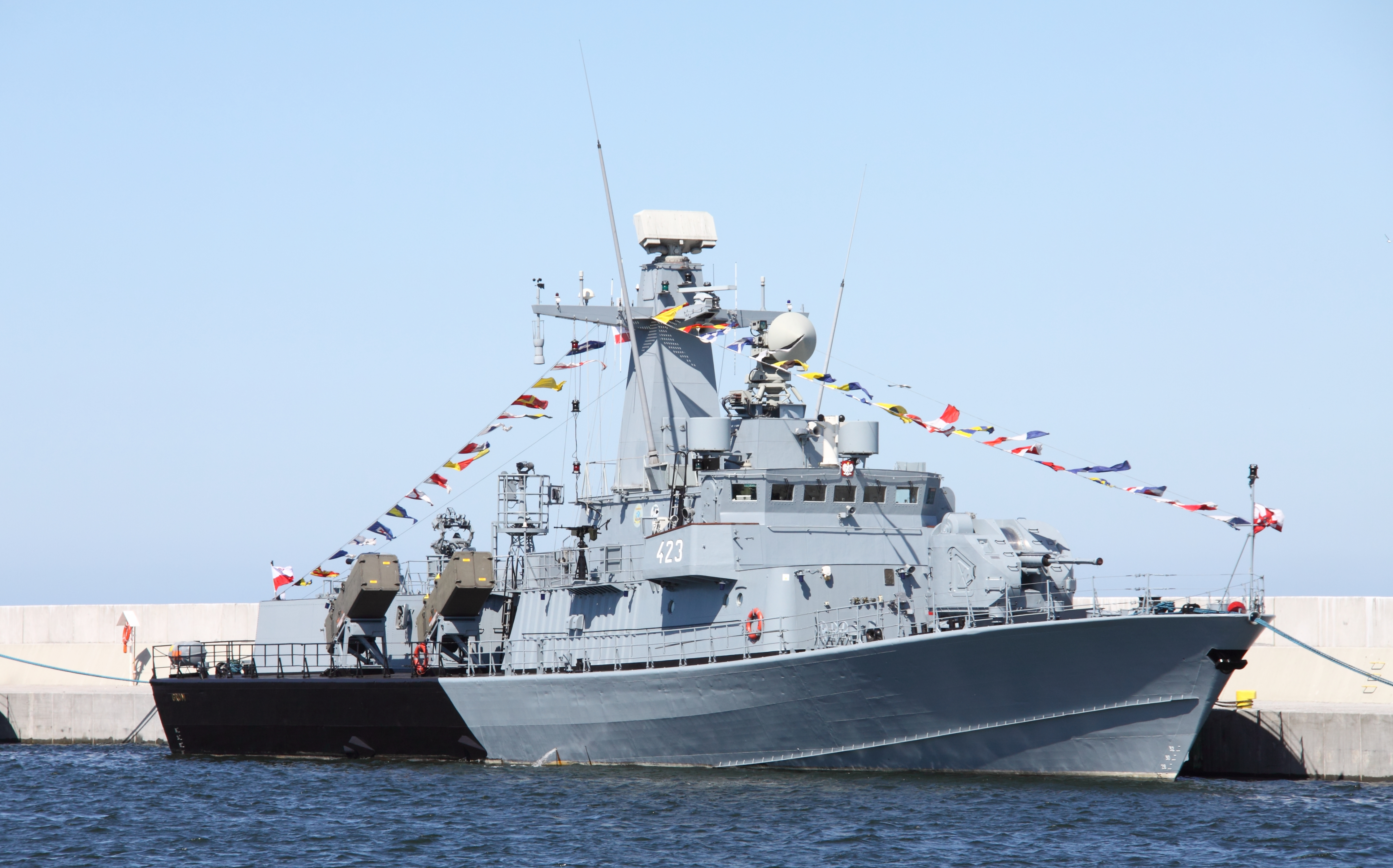
Le Grom, corvette lance-missiles de la marine polonaise.
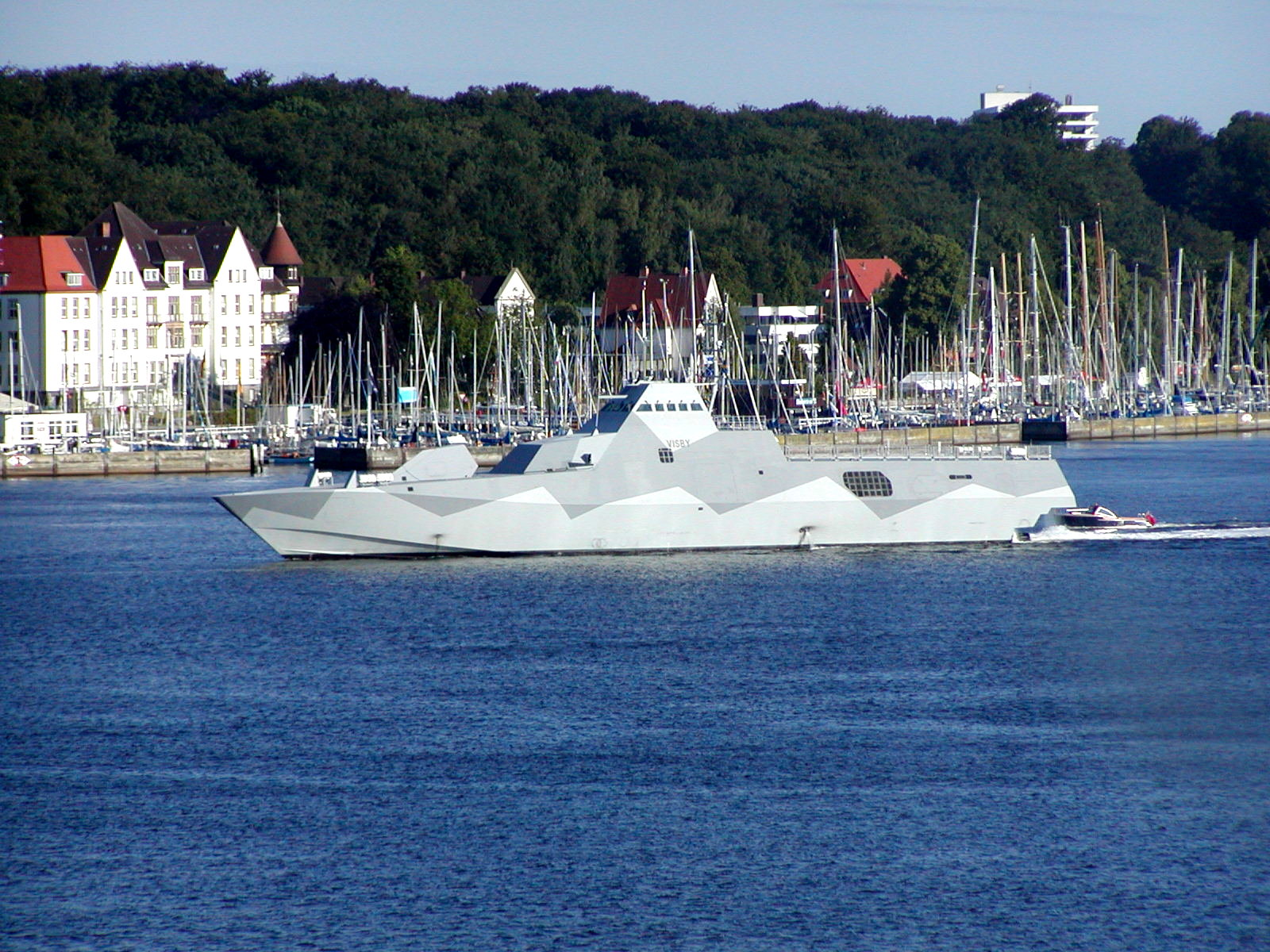
Corvette de classe visby (Marine suédoise)
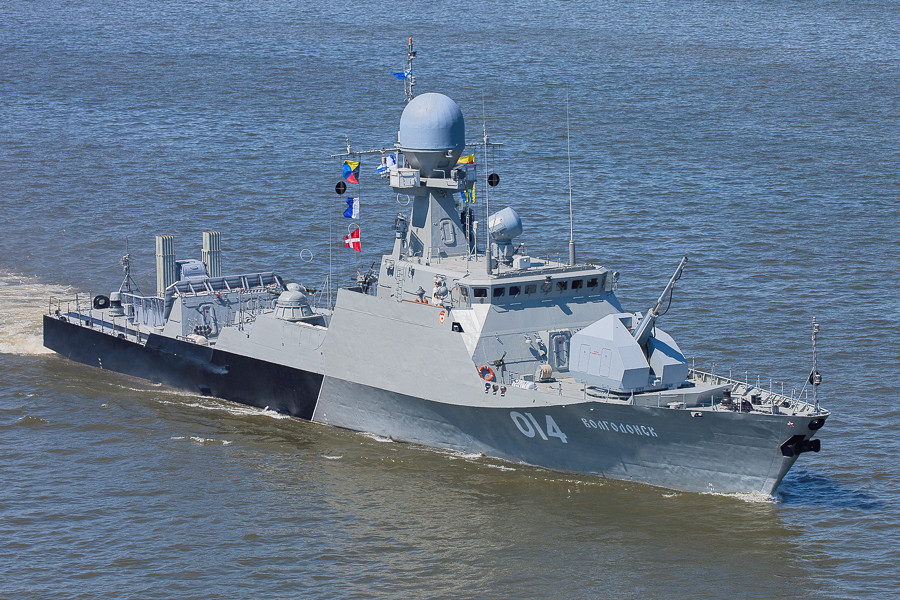
Corvette Russe Volgodonsk «Волгодонск» de Classe Buyan
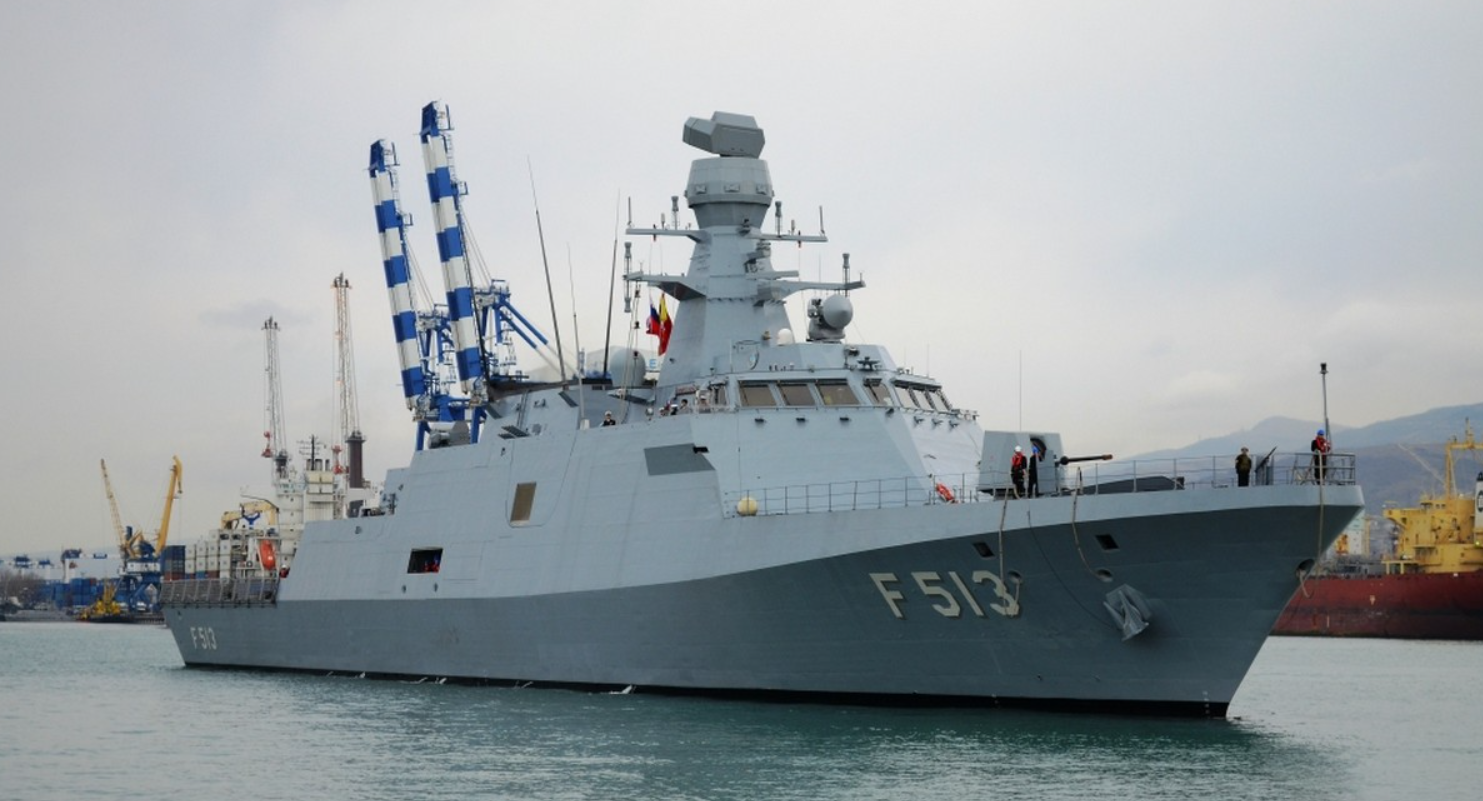
F-513 Burgazada